# Synagoga Mordki Binensztoka w Łodzi
Synagoga Mordki Binensztoka w Łodzi – prywatny dom modlitwy znajdujący się w Łodzi przy ulicy Kamiennej 6.
Synagoga została zbudowana w 1903 roku z inicjatywy Mordki Binensztoka. Mogła ona pomieścić 30 osób. Podczas II wojny światowej hitlerowcy zdewastowali synagogę.